# Santpedor
Santpedor (in castigliano Sampedor) è un comune spagnolo che al 2021 contava 7 566 abitanti e si trova nella comunità autonoma della Catalogna.

## Storia

### Simboli
Lo stemma comunale è stato approvato il 22 settembre 1995.
Le chiavi sono l'attributo del patrono san Pietro. I quattro pali di rosso ricordano l'antica giurisdizione della Corona d'Aragona sull'abitato.